# Saarländische Sagen und Legenden
Im Saarland gibt es, wie in den meisten anderen Regionen Europas, zahlreiche lokale Sagen und Legenden sowie lokale Varianten weitverbreiteter Sagen und anderer volkstümlicher Erzählungen. Pionier und wesentlicher Sammler saarländischer Sagen war in der ersten Hälfte des 20. Jahrhunderts der Saarbrücker Kunsthistoriker und Volkskundler Karl Lohmeyer, der 1924 eine erste thematische Arbeit über saarländische Sagen veröffentlichte. 1935 folgte eine erste Überblicksdarstellung, die auf Lohmeyers eigener Feldforschung beruhte. 1954/55 erschien dann seine umfangreiche zweibändige Gesamtdarstellung des saarländischen Sagenschatzes, die bis heute die umfangreichste Quellensammlung und damit das Standardwerk zum Thema darstellt.

## Auswahl bekannter Sagen

### Das gespenstische Weinberghäuschen genannt „Die Sorg“

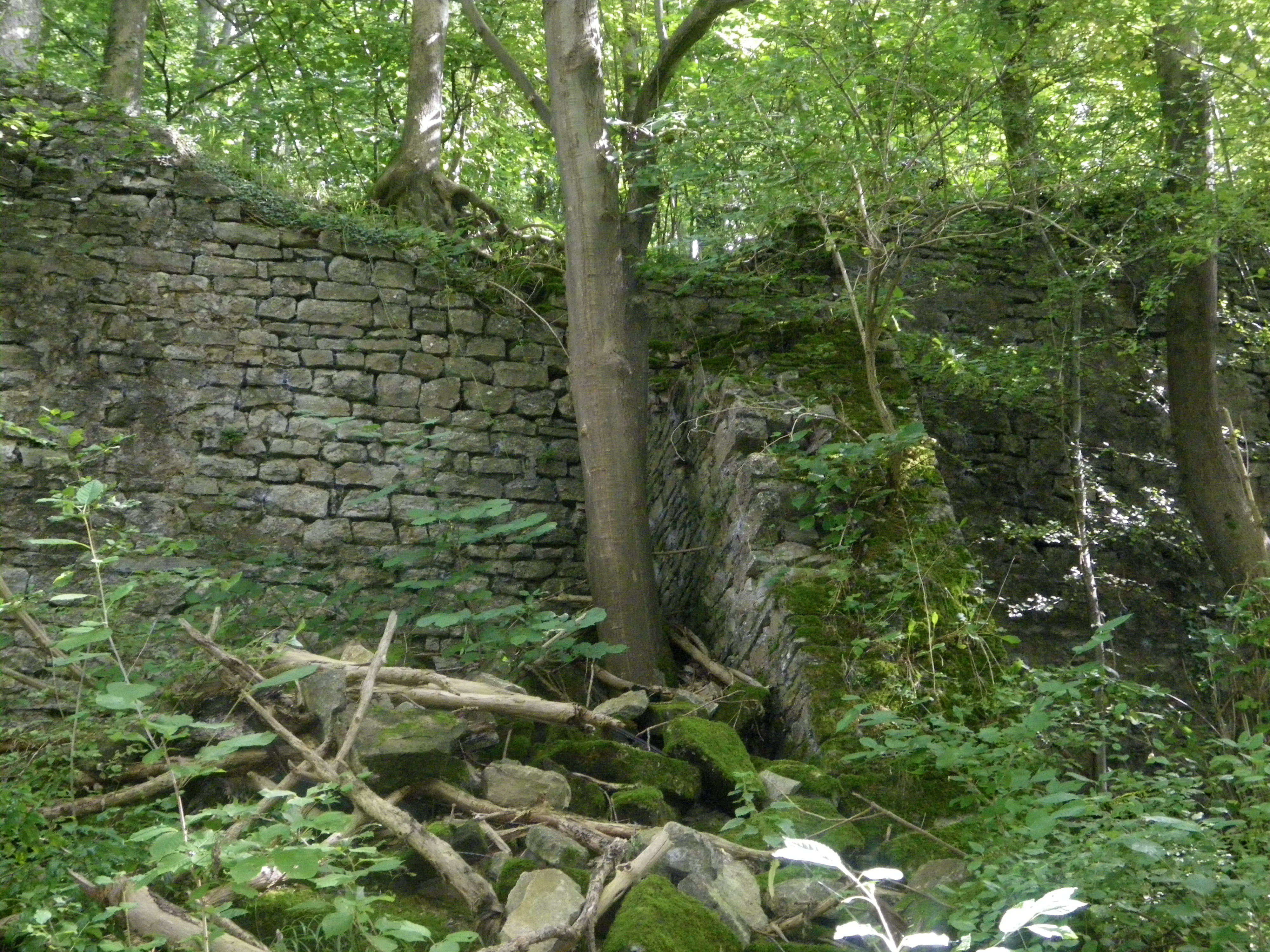
Die Ruinen der „Sorg“

Auf dem Gebiet der alten Lamarche’schen Weingüter in Kleinblittersdorf stand auf der Höhe am Waldrand ein steinernes Weinberghäuschen. Von dem 1773 erbauten Häuschen sind heute nur noch die im Wald versunkenen Ruinen übrig. Der Sage nach spukte es dort, es ging ein früherer Besitzer umher, der unter dem Haus seine Schätze vergraben hatte. Es hätten dort schon öfters Grabungen durch ansässige Bürger stattgefunden. Gefunden wurde allerdings niemals etwas von Wert.

### Attilas Grab
Der Hunnenkönig Attila starb unerwartet in der Rheingegend an einem Blutsturz. Um den Leichnam vor Schändungen zu schützen, brach ein Trupp von Hunnen nach Westen auf, wo sie ihren König in einer einsamen Gegend auf einem Berg bestatten wollten. Im Tal der Blies zogen 16 Krieger allein mit dem goldenen Sarg weiter und begruben Attila im Bettelwald bei Ommersheim. Als sie zum Haupttrupp zurückkamen, wurden sie alle erschlagen, damit niemand das Geheimnis des Grabes verraten könne.
Eine andere Sage vermutet das Grab Attilas bei Berus.

### Der geizige Bäcker

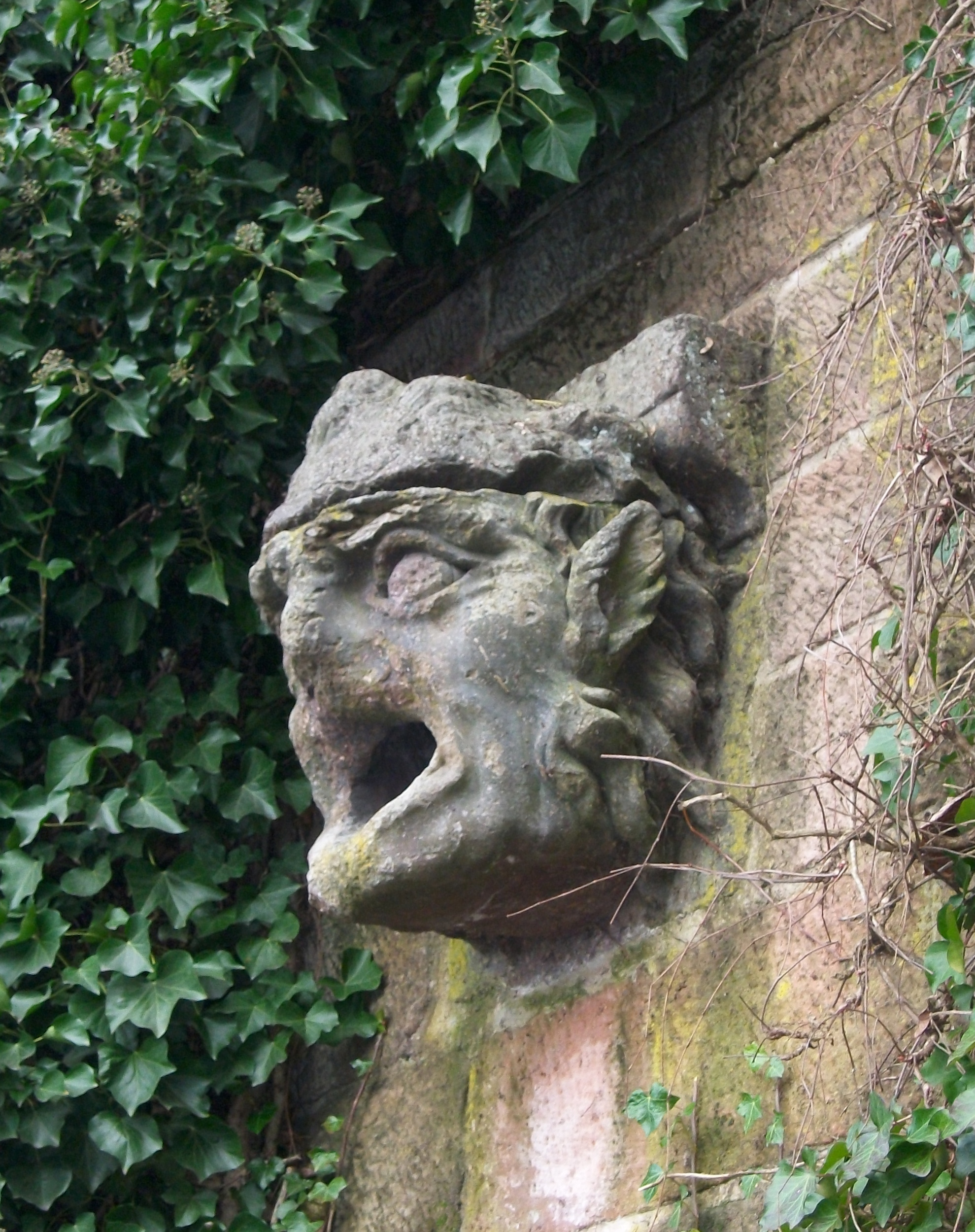
Der geizige Bäcker

An der Schlossmauer in Saarbrücken befindet sich die steinerne Fratze eines Wasserspeiers. Der Sage nach soll es sich um einen geizigen, reichen Bäcker handeln, der die Armen während einer Hungersnot schroff zurückwies. Die Fürstin hörte davon, verkleidete sich als Bettlerin und wurde ebenfalls abgewiesen. Zur Strafe und Abschreckung wurde der Kopf des geizigen Bäckers als Schmutzwasserspeier an der alten Brücke angebracht und später in die Schlossmauer versetzt.

### Der wilde Reiter Maldit (auch Maldix, Maltiz oder Maldiss)
Eine vielerorts bekannte saarländische Sagenfigur ist der Ritter (oder auch Reiter) Maltiz (mit zahlreichen lokalen Schreibvarianten). Manche Sagen behaupten einen Zusammenhang mit einem spätmittelalterlichen Ritter, andere mit einem barocken Grafen. Alle Sagen haben enge Verwandtschaft mit der überregional bekannten Sage vom „wilden Reiter“ bzw. von der wilden Jagd.
Der Maldit vom Köllertal
Der Freiherr von Maldit (oder als Maltitz, Baldix, Maldix und Maldiß bekannt) war gräflicher Ober-Rüdenmeister, verantwortlich für die herrschaftlichen Treibjagden und besonders streng den bäuerlichen Treibern gegenüber. Dabei wurden sogar kleinste Nachlässigkeiten mit schweren Schlägen oder Gefängnis geahndet. Eines schönen Tages rief er die Bauern zur Treibjagd im Köllertal, als die Glocke zum Gottesdienst läutete. Die Bauern baten, zur Kirche gehen zu dürfen, doch der Maldit lachte sie nur aus. Als er mit einem Saufänger (Saufeder) auf einen Alten einschlug, der ihn an seine Christenpflichten erinnert hatte, erhob sich eine Windsbraut und eine gewaltige Wildsau brach aus dem Wald. Sie unterlief den Maldit und verschwand mit dem angeketteten Maldit auf dem Rücken im Wald. Seitdem spukt er als wilder Jäger durch die Lüfte. Er wurde zuletzt 1866 am alten Schloss in Püttlingen gesichtet.
Ritter Maldix vom Litermont
Ritter Maldix, Sohn Margaretes vom Litermont, war ein wilder Jäger. Im Jahr 1429 wollte er am heiligen Karfreitag in den frühen Morgenstunden vor Sonnenaufgang eine Treibjagd im Nalbacher Herrenwald veranstalten. Er entdeckte einen großen weißen Hirsch und hetzte ihn durch den Wald auf den Litermont. An einer Schlucht konnte Ritter Maldix sein Pferd nicht mehr zügeln und stürzte in den Tod. Im Sturmwind hört man Maldix noch heute durch das Nalbacher Tal brausen.

### Pilatus in Pachten
Nachdem Pontius Pilatus Jesus zum Tode verurteilt hatte, wurde er verklagt, nach Rom zurückberufen und nach Gallien verbannt. Er kam nach Pachten an der Saar, wo er im Jahr 41 durch Selbstmord starb. Er stürzte sich in sein Schwert und wurde so begraben, wie er aufgefunden wurde: auf „Maul und Nas“. Noch heute hört man nachts seinen Ruf: „Ich bin unschuldig am Blut dieses Gerechten.“

### Der Pfifferjakob
Ein Fürst kam am Haus des Pfifferjakob vorbei, in dessen Fenster ein großer Käfig mit bunten Vögeln stand, die wunderschön pfiffen. Der Fürst kaufte die Vögel für einen Haufen Geld. Allein, die Vögel pfiffen nicht, und so ließ der Fürst den Pfifferjakob kommen. Der bat den Fürsten, den Raum zu verlassen, und siehe da, die Vögel pfiffen schöner als zuvor. Kaum war der Pfifferjakob fort, wiederholte sich die Geschichte, und der Fürst verlor das Interesse an den Tieren. Als er sie später wiedersah, hatten sie sogar ihre Farbe verloren und waren nicht mehr als graue Sperlinge. Der Pfifferjakob wurde zu Spießrutenlaufen verurteilt. Ein letzter Wunsch wurde ihm gewährt: er wünschte sich, laufen zu dürfen, wie er wolle. So geschah es: er lief im Zickzack um die Spießrutenschläger herum, so dass er nicht getroffen wurde.

### Der Teufel am Hunnenring
In einem versiegten Brunnen im Ringwall von Otzenhausen soll eine goldene Kutsche vergraben sein, nach der einst zwei Männer gruben. Sie fanden die Kutsche tatsächlich. Als sie nach der goldenen Deichsel griffen, sah der eine nach oben und erblickte den Teufel, der einen Mühlstein an einem Faden über den Männern schweben ließ. Erschrocken ließen die beiden los, die Kutsche verschwand und ward nie wieder gesehen.

### Die Varussage
Rictius Varus, römischer Statthalter in Trier, ein erklärter Christenfeind, schloss mit dem Teufel eine Wette ab: während er mit einem Sechsgespann den Schaumberg hinaufgaloppierte, sollte der Teufel ebenso schnell den Weg vor ihm pflastern, indem er das Pflaster hinter dem Gespann wegriss und vorne neu verlegte.
Varus verlor die Wette und wurde vom Höllenfürsten an Ort und Stelle gebannt. Die Deichsel des goldverzierten Wagens soll nach oben gerichtet so dicht unter dem Erdboden liegen, dass ein Hahn sie freischarren könnte, wenn er nur wüsste wo. Ein kopfloses Pferd soll im Wareswald (der in typischer Weise einer Volksetymologie Varuswald genannt wird) spuken.

### Der Mohr von Saarbrücken
Beim Mohren von Saarbrücken handelt es sich um einen afrikanischen Kammerdiener des Fürstenhauses Nassau-Saarbrücken, der dem Landesherrn vom Kurfürsten von Brandenburg als Geschenk überlassen wurde. Sein Name war Joseph Corea. Die Legende erzählt, dass die klassische Sklaverei (nicht die Leibeigenschaft) im Fürstentum Saarbrücken abgeschafft war, so dass der Mohr als freier Mann betrachtet wurde und als Kammerdiener in den Dienst der Fürsten eintrat. Da er eine Ausbildung genossen hatte und christlichen Glaubens war, wurde er mit einer verwitweten Ministerialentochter verheiratet.
Auf die Abkunft von den Kindern aus dieser Ehe berufen sich mehrere alteingesessene Saarbrücker Familien; nicht ohne Stolz, da dem Mohren eine Abkunft von Jan Conny angedichtet wurde. Conrad war der letzte „brandenburgische Negerkönig“ von Groß Friedrichsburg in Ghana und eine durchaus bedeutende Persönlichkeit der Geschichte Westafrikas.
Die Legende sagt, dass der Mohr erscheint, wenn der Stadt Saarbrücken Unheil droht. Er soll bis heute in den barocken Häusern am Ludwigsplatz spuken, besonders im heutigen Palais Röder, der saarländischen Staatskanzlei.

### Die sagenhaften Begebenheiten im Vorfeld der Schlacht bei Spichern am 6. August 1870
Am 19. Juli 1870 erklärte Napoleon III. Preußen den Krieg. Die Provinzstadt Saarbrücken war zu diesem Zeitpunkt – abgesehen von einer Kompanie Ulanen (Lanzenreiter) – unverteidigt. Die französischen Grenztruppen besetzten rasch die Höhenzüge südlich von Saarbrücken und hatten vor, die Stadt einzunehmen. Die Saarbrücker Bürger konnten aber gemeinsam mit den wenigen Ulanen die Franzosen hinters Licht führen. Die Ulanen zogen Tag für Tag zu Pferde durch die Stadt, hinter ihnen die Oberschüler in bunten Kleidern mit Holzgewehren. Von den Höhen über Saarbrücken wurde die Stärke der Verteidiger deshalb überschätzt, es kam zu keinem Angriff. Erst als am 6. August 1870 die Truppen der Preußen in Saarbrücken eintrafen, kam es zur Schlacht bei Spichern. So bewahrten kluge Bürger ihre Stadt vor Eroberung und Plünderung.

### Der Kaltenstein

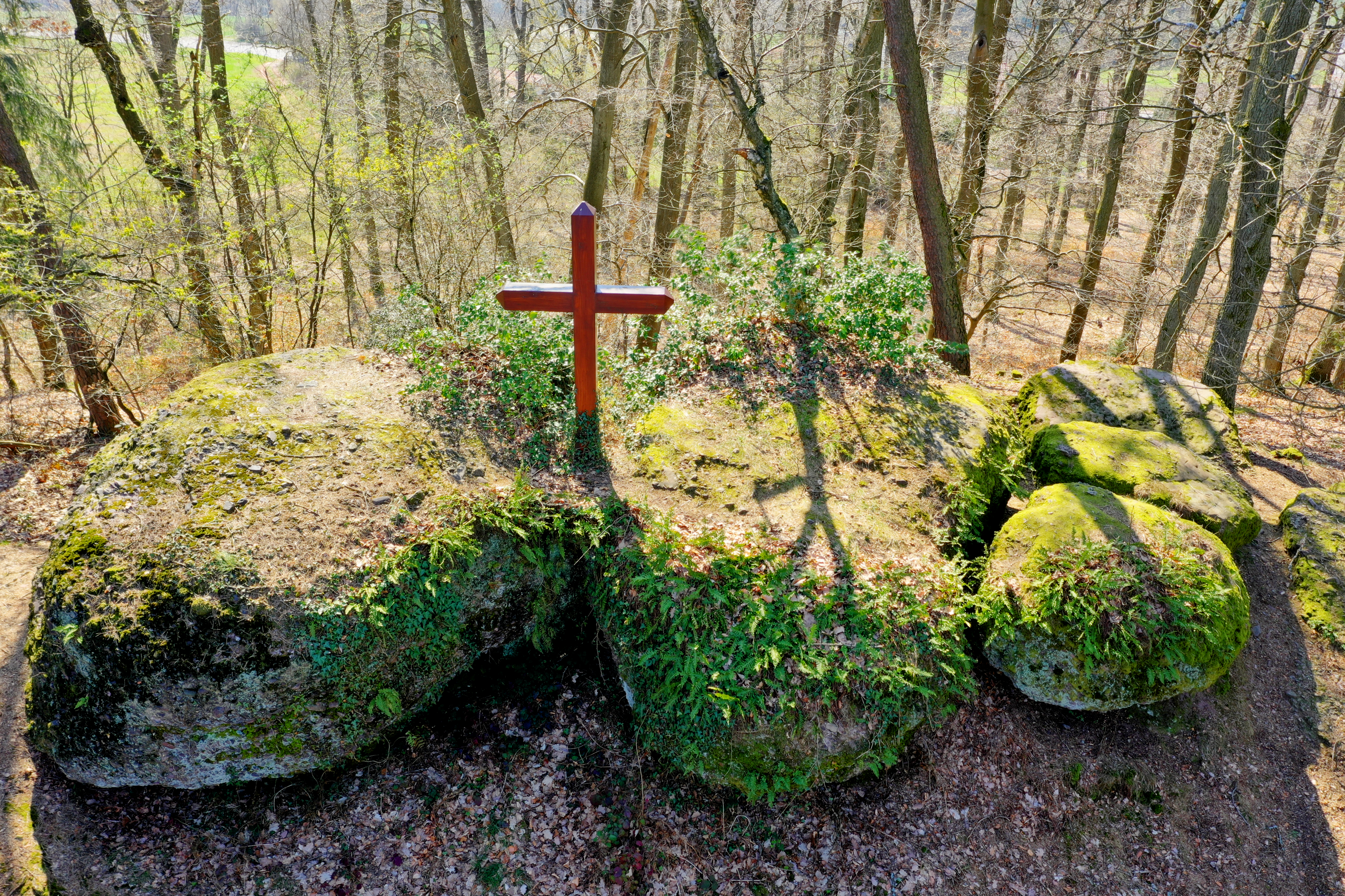
Naturdenkmal „Felsgruppe Kallenstein“

Unter dem Kaltenstein auf dem Hoxberg bei Lebach verbergen sich reiche Schätze, welche bereits in Zeiten des Heidentums den Göttern geopfert wurden. Druiden sollen sie dort einst vergraben haben, als das Christentum sich zunehmend ausbreitete, was auf einen bereits keltischen Ursprung der Sage hindeuten könnte. In der ersten Maiennacht feiern dort beheimatete Zwerge ein Fest der Freude, wobei sich besagter Schatz zeigt und im Sternenlicht funkelt. Jedoch könne er erst dann für immer ans Licht gelangen, würden die Glocken der Dreifaltigkeitskirche an einem Karfreitag von selbst zu läuten beginnen. Sodann würden sich die Steine dreimal um die eigene Achse drehen und den Schatz der Menschheit preisgeben. Weiter wird von diesen Zwergen berichtet, sie kämen nachts aus dem Berginnern hervor, um zum mitternächtlichen Glockenschlag den oberen Stein auf dem unteren einmal herumzudrehen, um danach wieder im Berg zu verschwinden. Aus dem hier vorgetragenen Rollenverständnis der für die Sage maßgeblichen Figuren der Zwerge erscheint ihr Ursprung jedoch eher im Spätmittelalter, wenn nicht sogar erst in der Romantik wahrscheinlicher. Darauf deutet auch ihre Ausformulierung in der Mundartdichtung des frühen 20. Jahrhunderts hin, welches die Quelle ebenfalls erwähnt.

## Die saarländischen Heiligen
Siehe Arnual, Ingbert, Liutwin, Oranna und Wendelin.